# Tundra costera del noreste de Siberia
La ecorregión de la tundra costera del noreste de Siberia (WWF ID:PA1107) es una ecorregión que cubre la llanura costera de la región centro norte de Siberia en Rusia. Esta región costera limita con el Mar de Laptev y el Mar de Siberia Oriental, ambos mares marginales del Océano Ártico, desde el delta del río Lena en el oeste hasta el delta del río Kolyma en el este. Hay varios deltas de ríos grandes en el área que sustentan criaderos para 60 a 80 especies de aves migratorias. La región se encuentra en la ecozona paleártica y en el bioma de la tundra.  Tiene un área de 846,149 km².

## Ubicación y descripción
La ecorregión se extiende a lo largo de 1.100 km a lo largo de la costa norte de Siberia, desde el delta del río Lena en el oeste hasta el delta del río Kolyma en el este. El terreno es plano y rodando la tundra. Toda la región está en permafrost continuo. Son comunes los lagos de thermokarst, causados por la congelación y descongelación del permafrost. 

## Clima
La región tiene un clima continental húmedo: subtipo de verano fresco (clasificación Dpc de Koppen). Este clima se caracteriza por una alta variación en la temperatura, tanto diaria como estacional; con inviernos largos y fríos y veranos cortos y frescos, sin promediar más de 22 grados Celsius (71,6 °F). La precipitación media es de unos 200 mm/año. La temperatura media en el centro de la ecorregión es de 37 grados Celsius (98,6 °F) en julio, y 11,1 grados Celsius (52,0 °F) en enero.

## Flora y fauna
Las plantas de la ecorregión son las típicas de la tundra, con algunas zonas aisladas de alerces en los sectores del sur. Los arbustos, las hierbas, las juncias y el musgo enanos son dominantes. Las familias de plantas comunes incluyen praderas de algodón (Eriophorum), juncias (Carex), dryas, sauces (Salix) y varios Vaccinium. 